# Rokytov pri Humennom, Humenné
Rokytov pri Humennom este o comună slovacă, aflată în districtul Humenné din regiunea Prešov. Localitatea se află la altitudinea de 210 m deasupra n.m., se întinde pe o suprafață de 25,68 km2 și în 2017 număra 282 de locuitori.

## Istoric
Localitatea Rokytov pri Humennom este atestată documentar din 1379.

## Demografie
| An:                | 1994 | 2004    | 2014   | 2024   |
| ------------------ | ---- | ------- | ------ | ------ |
| Număr de persoane: | 354  | 303     | 304    | 287    |
| Diferență:         |      | −14,40% | +0,33% | −5,59% |

| An:                | 2023 | 2024   |
| ------------------ | ---- | ------ |
| Număr de persoane: | 294  | 287    |
| Diferență:         |      | −2,38% |